# Pobrđani (Čazma)
Pour les articles homonymes, voir Pobrđani.
Pobrđani est un village appartenant à la municipalité de Čazma et située dans le comitat de Bjelovar-Bilogora en Croatie. En 2021, le village compte 196 habitants.